# Shine On Brightly
Shine On Brightly je druhé studiové album anglické skupiny Procol Harum. Vydáno bylo v září roku 1968 společnostmi Regal Zonophone Records a A&M Records. Jeho producentem byl, stejně jako v případně předchozího alba, Denny Cordell. Obal k albu vytvořil George Underwood.

## Seznam skladeb
1. „Quite Rightly So“ – 3:40
2. „Shine On Brightly“ – 3:32
3. „Skip Softly (My Moonbeams)“ – 3:47
4. „Wish Me Well“ – 3:18
5. „Rambling On“ – 4:31
6. „Magdalene (My Regal Zonophone)“ – 2:50
7. „In Held 'Twas in I“ – 17:31

## Obsazení
- Gary Brooker – zpěv, klavír
- Robin Trower – kytara, zpěv
- Matthew Fisher – varhany, klavír, zpěv
- David Knights – baskytara
- B. J. Wilson – bicí